# スター・ウォーズ ターキン
『スター・ウォーズ ターキン』（Star Wars: Tarkin）は、2014年11月に出版された、ジェームズ・ルシーノによる『スター・ウォーズ』シリーズの小説である。『シスの復讐』と『新たなる希望』の間の物語であり、グランド・モフ・ターキンの躍進が描かれる。『ターキン』は2014年4月にルーカスフィルムが『スター・ウォーズ』のコンティニュイティを再定義して以来初めて出版された4冊の小説のうちの1つである。

## 内容
時系列は『新たなる希望』以前のターキンのオリジン・ストーリーであり、如何にしてパルパティーン皇帝とダース・ベイダーに出会い、協調してゆくのかが描かれる。

## 出版史
2012年にルーカスフィルムがウォルト・ディズニー・カンパニーに買収されたことを受け、1977年の映画『スター・ウォーズ』以降に制作された多くの小説とコミックは『スター・ウォーズ・レジェンズ』とリブランドされてノン・カノン（非正史）扱いとなることが2014年4月に発表された。その後、『新たなる夜明け』は2014年から2015年にかけて発売される4つのカノン（正史）小説のうちの1冊目となることが発表された。

## 他のメディア
小説で言及される惑星フォンドアは2017年のテレビゲーム『スター・ウォーズ バトルフロントII』で登場する。